# Sân vận động Mustapha Tchaker
Sân vận động Mustapha Tchaker (tiếng Ả Rập: ملعب مصطفى تشاكر; tiếng Pháp: Stade Mustapha Tchaker) là một sân vận động đa năng ở Blida, Algérie. Sân hiện đang được sử dụng chủ yếu cho các trận đấu bóng đá. Sân vận động có sức chứa 37.000 người. Sân vận động là sân nhà của đội tuyển bóng đá quốc gia Algérie.

## Các trận đấu quốc tế

### Thống kê của Algérie tại Mustapha Tchaker
| Đội     | Địa điểm                   | S  | T  | H | B | BT | BB | %      | Trận đấu đầu tiên                  | Gần đây nhất                    |
| ------- | -------------------------- | -- | -- | - | - | -- | -- | ------ | ---------------------------------- | ------------------------------- |
| Algérie | Blida, Tỉnh Blida, Algérie | 37 | 31 | 6 | 0 | 92 | 18 | 083,78 | 20 tháng 8 năm 2002 vs. CHDC Congo | 14 tháng 11 năm 2019 vs. Zambia |

### Thống kê của USM Blida tại Mustapha Tchaker
| Đội     | Địa điểm                   | S   | T  | H  | B  | BT  | BB  | %      | Trận đấu đầu tiên                 | Gần đây nhất                        |
| ------- | -------------------------- | --- | -- | -- | -- | --- | --- | ------ | --------------------------------- | ----------------------------------- |
| Algérie | Blida, Tỉnh Blida, Algérie | 183 | 99 | 55 | 29 | 257 | 128 | 054,10 | 30 tháng 8 năm 2001 vs. USM Alger | 10 tháng 3 năm 2017 vs. WA Boufarik |